# Championnats d'Asie de boxe amateur 1997
Navigation
Édition précédente Édition suivante
La 19e édition des championnats d'Asie de boxe amateur s'est déroulée à Kuala Lumpur, Malaisie, en 1997.

## Résultats

### Podiums
| Catégories                    | Or                        | Argent                | Bronze                               |
| Poids mi-mouches (-48 kg)     | Suban Punnon              | Abdul Rashid Qambrani | Byamba Yar Atarbayar Damianus Jordan |
| Poids mouches (-51 kg)        | Pramuansak Phosuwan       | Alisher Rakhimov      | Roning Tama-Nga Kim Tae-kyu          |
| Poids coqs (-54 kg)           | Sontaya Wongprates        | Akbar Ahadihir        | Berik Muratov Shahid Jan             |
| Poids plumes (-57 kg)         | Tulkunbay Turgunov        | Bija Batmani          | Somchai Nakbalee Kim Chang-hyun      |
| Poids légers (-60 kg)         | Mahammatkodir Abdoollayev | Shin Eun-chul         | Pongsit Viangwiset Asghar Ali Shah   |
| Poids super-légers (-63,5 kg) | Babak Moghimi             | Kenzhebek Akelbayev   | Densmaa Ensaikhan Farkhad Bakirov    |
| Poids welters (-67 kg)        | Nurzhan Smanov            | Nariman Atayev        | Bae Ho-jo Komgrit Nanakon            |
| Poids super-welters (-71 kg)  | Esfandiar Mohammadi       | Ikrom Berdiev         | Jung Bin-lim Bakhtiyar Khodzhiyev    |
| Poids moyens (-75 kg)         | Chainawong Kahna          | Dilshod Yarbekov      | Andrey Sheludtsov Emil Boila         |
| Poids mi-lourds (-81 kg)      | Sergey Mikhailov          | Arkadiy Topayev       | Gurcharan Singh Somsak Chantraporn   |
| Poids lourds (-91 kg)         | Samat Musatayev           | Lee Hyun-sung         | Armadin Kassim Timur Ibragimov       |
| Poids super-lourds (+91 kg)   | Mohamed Reza Kalkh Samadi | Harpal Singh          | Lee Kang-un Lazizbek Zakirov         |

### Tableau des médailles
| Place | Pays              | Médaille d'or, Asie | Médaille d'argent, Asie | Médaille de bronze, Asie | Total |
| ----- | ----------------- | ------------------- | ----------------------- | ------------------------ | ----- |
| 1     | Thaïlande         | 4                   | 0                       | 4                        | 8     |
| 2     | Ouzbékistan       | 3                   | 4                       | 3                        | 10    |
| 2     | Iran              | 3                   | 2                       | 0                        | 5     |
| 4     | Kazakhstan        | 2                   | 1                       | 3                        | 6     |
| 5     | Corée du Sud      | 0                   | 2                       | 5                        | 7     |
| 6     | Pakistan          | 0                   | 1                       | 2                        | 3     |
| 7     | Inde              | 0                   | 1                       | 1                        | 2     |
| 7     | Kirghizistan      | 0                   | 1                       | 1                        | 2     |
| 9     | Mongolie          | 0                   | 0                       | 2                        | 2     |
| 9     | Malaisie          | 0                   | 0                       | 2                        | 2     |
| 11    | Indonésie         | 0                   | 0                       | 1                        | 1     |
| Total | 11 pays médaillés | 12                  | 12                      | 24                       | 48    |